# Aurangábád (Bihár)
Aurangábád je město v Indii ve státě Bihár. Leží v suché zemědělské oblasti a roku 2006 ho indická vláda klasifikovala jako chudý region. V roce 2011 zde žilo 102 244 obyvatel.

## Geografie
Město se nachází na severovýchodě Indie. Prochází jím dálnice National Highway 19 a křižuje se s dálnicí National Highway 139. Nejbližším městem je Bódhgaja, které leží o 70 km dále na západě. Hlavní město státu Bihár Patna je 140 km daleko na severovýchodě.